# Pisindelis
Pisindelis (rođ. 498. pr. Kr. - ?) je bio satrap odnosno vladar iz grada Halikarnasa u Kariji, uz istočnu obalu Egejskog mora. O njegovom životu malo je poznato, a spominje se samo u kontekstu njegovih prethodnika, odnosno nasljednika. Njegova majka bila je Artemizija I., proslavljena admiralica iz perzijske mornarice koja je 480. pr. Kr. sudjelovala u bitci kod Salamine, koju je Pisindelis nasljedio na mjestu karijskog vladara oko 470. pr. Kr. Pisindelisov sin i nasljednik bio je Ligdamis II., za vrijeme čije je vladavine grčki povjesničar Herodot oko 457. pr. Kr. odselio na otok Samos. Unatoč nedostatku povijesnih izvora o njegovoj vladavini, Karija je u njegovo vrijeme bila na vjetrometini grčko-perzijskih ratova između Perzijskog Carstva i Delskog saveza predvođenog Atenom. Sredinom 5. stoljeća pr. Kr., u doba vladavine Pisindelisa ili njegovog sina Ligdamisa II., grad Halikarnas privremeno je postao dijelom Delskog saveza, a iz susjednog karijskog grada Kinda atenski vojskovođa Kimon vodio je ekspedicije protiv perzijske flote u Pamfiliji.

## Poveznice
- Halikarnas
- Artemizija I.
- Ligdamis II.

| Prethodnik:                               | Satrap Karije (cca 470. - cca 460-ih pr. Kr.) | Nasljednik:                       |
| Artemizija I. (480-ih - cca 470. pr. Kr.) | Satrap Karije (cca 470. - cca 460-ih pr. Kr.) | Ligdamis II. (460-ih pr. Kr. - ?) |

## Vanjske poveznice
- Artemizija (AncientLibrary.com)  Arhivirana inačica izvorne stranice od 11. svibnja 2006. (Wayback Machine)
- Herodot - Pisindelis (1911encyclopedia.org)
- David Pipes: „Herodot - otac povijesti, otac laži“ (Loyno.edu, PDF format)